# Tibet (1912–1951)
Tibet war von 1912 bis 1951 ein de facto unabhängiger Staat auf dem Hochland von Tibet. Tibet stand im Laufe seiner Geschichte wiederholt unter Fremdherrschaft unterschiedlicher Ausprägungen, ab 1912 konnte es sich aufgrund der inneren Konflikte in China faktisch von der chinesischen Oberhoheit lossagen, ohne dabei international als unabhängiger Staat anerkannt zu werden.

## Unabhängigkeitsstreben
Im Vertrag von Sankt Petersburg von 1907 hatten sich das Vereinigte Königreich und das Russische Kaiserreich auf die Abgrenzung ihrer Interessengebiete in Zentralasien geeinigt, die die faktische chinesische Suzeränität über Tibet bestätigte. 1910 verlegte die kaiserliche chinesische Mandschu-Regierung Truppen zur Niederschlagung von Aufständen und zur Bekräftigung des chinesischen Herrschaftsanspruchs nach Tibet. Als Folge der Xinhai-Revolution und des Sturzes der Qing-Dynastie wurden die chinesisch-mandschurischen Truppen aus Tibet abgezogen, worauf der 13. Dalai Lama aus dem indischen Exil zurückkehrte und 1913 formal die Unabhängigkeit Tibets erklärte. Der neu entstandene Staat schloss 1913 einen Freundschaftsvertrag mit der Mongolei, die 1911 ebenfalls ihre Unabhängigkeit von China erklärt hatte. Die 1914 von Großbritannien, Tibet und China ausgehandelte, von China aber nicht ratifizierte Shimla-Konvention bestätigte die völlige innere Autonomie Tibets, ohne den Anspruch chinesischer Suzeränität über Tibet aufzugeben. Nach einem erfolglosen Versuch der Rückeroberung 1918 unternahm China, bedingt durch Revolutionswirren, Bürgerkriege und den japanisch-chinesischen Krieg, in den folgenden Jahrzehnten keine ernsthaften Versuche, seine Oberhoheit über Tibet wiederherzustellen.
Der tibetische Staat konservierte ein an das europäische Mittelalter erinnerndes Gesellschaftssystem, an dessen Spitze der Dalai Lama als höchste weltliche und geistliche Autorität stand. Das politische, kulturelle, gesellschaftliche Leben war durch die buddhistische Religion bestimmt, deren Klerus neben dem Dalai Lama den wesentlichen politischen und gesellschaftlichen Machtfaktor darstellte. Die Wirtschaft des Landes war rein agrarisch geprägt, die Landbevölkerung stand dabei in einem feudalen Abhängigkeitsverhältnis zu Staat, Klöstern und Großgrundbesitzern. Eine moderne Infrastruktur und außenpolitische Beziehungen bestanden nur in minimalem Umfang, obwohl der bis zu seinem Tod 1933 regierende 13. Dalai Lama Thubten Gyatsho versuchte, das Land behutsam zu modernisieren.
Erst nach dem Zweiten Weltkrieg nahm die chinesische Regierung Bestrebungen, Tibet unter ihre Kontrolle zu bringen, wieder auf. Im Oktober 1950 rückten Truppen der Volksbefreiungsarmee in Richtung Tibet vor. Appelle der tibetischen Regierung an die Vereinten Nationen blieben erfolglos. Im Mai 1951 unterzeichnete eine tibetische Delegation unter massivem Druck das „Abkommen zur friedlichen Befreiung Tibets“, mit dem sich die chinesische Regierung die Kontrolle über die tibetische Außenpolitik und das Recht zur Truppenstationierung sicherte. Indem sie der tibetischen Bevölkerung scheinbar weiterhin „innere Autonomie“ zusicherte, ließ die chinesische Führung in den ersten Jahren das politische System des Landes zwar unangetastet, begann aber in der zweiten Hälfte des Jahrzehnts zunehmend eigene chinesische Verwaltungsstrukturen aufzubauen, die Infrastruktur entsprechend auszubauen und Programme zur Landreform in Angriff zu nehmen. Diese Entwicklung führte 1959 zum Tibetaufstand mit zehntausenden Todesopfern auf tibetischer Seite. Der 14. Dalai Lama floh daraufhin nach Indien, worauf China alle Regierungsfunktionen des Landes übernahm und Tibet 1965 als Autonomes Gebiet Tibet vollständig in die administrative Gliederung der Volksrepublik China einband.
Die Frage des völkerrechtlichen Status des tibetischen Staatswesens, die Legitimität sowohl der tibetischen Unabhängigkeitserklärung als auch der Eingliederung in die Volksrepublik China, sowie die Stellung der tibetischen Exilregierung sind Teil einer bis heute andauernden Kontroverse. Die Frage, ob Tibet als ein eigenständiger Staat zu betrachten sei, war bereits bei Zeitgenossen umstritten und wird bis heute kontrovers diskutiert.

## Gebiet und Bevölkerung

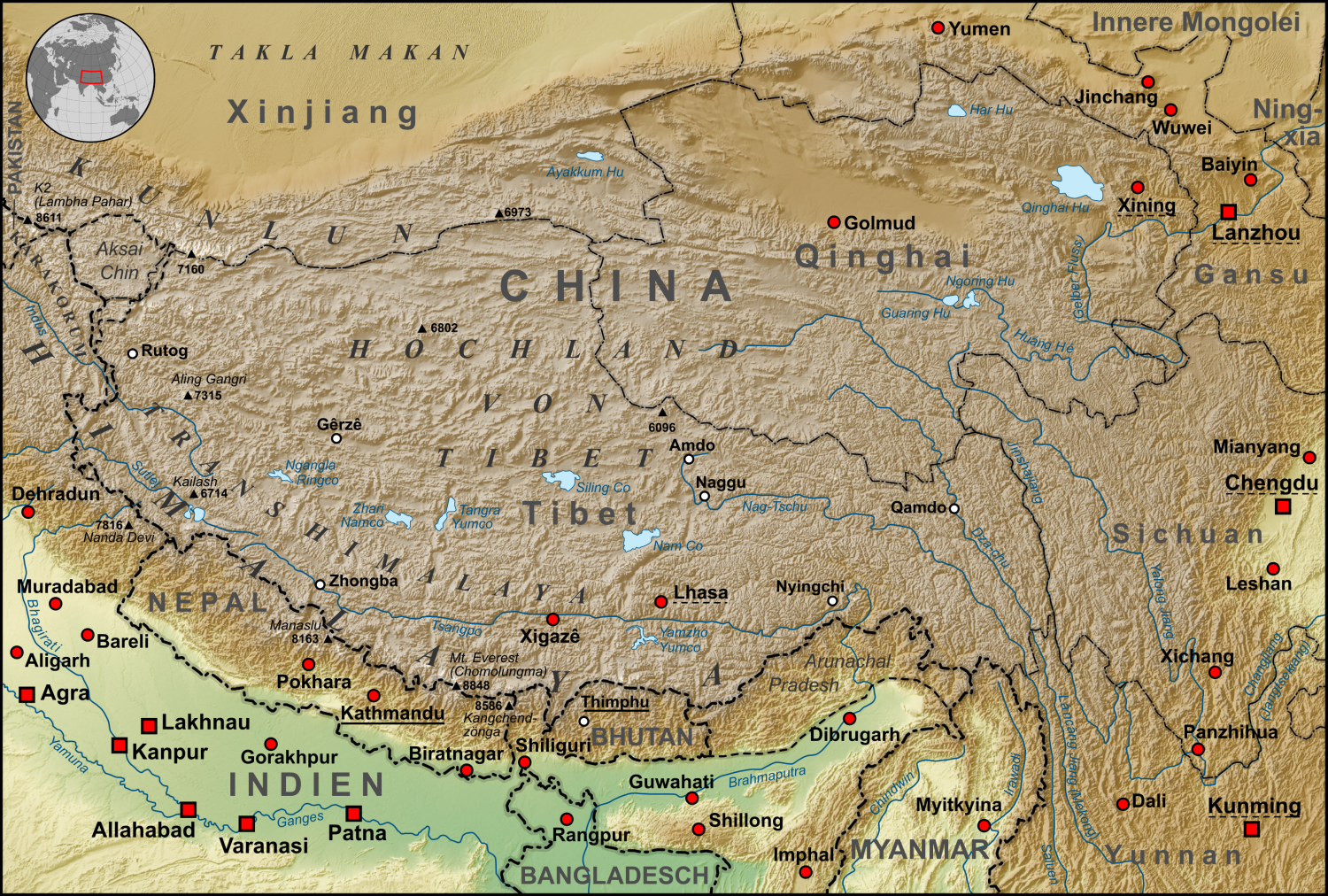
Physische Karte des tibetischen Hochlandes

Drei unterschiedliche Ansichten zum tibetischen Staatsgebiet. Dunkelrot Tibet aus nationalchinesischer Sicht, hellrot der reale Einflussbereich der Regierung in Lhasa, schraffiert das von ihr 1914 in Simla geforderte Staatsgebiet.

Die Grenzen Tibets waren nur teilweise definiert, wodurch es unmöglich ist, eine genaue Flächenangabe zu liefern. Im Süden boten der Himalaya und im Westen der Karakorum eine natürliche Grenze gegen Britisch-Indien und seine Protektorate Nepal, Bhutan und Sikkim, während im Osten der Jangtsekiang Tibet von den chinesischen Provinzen Yunnan und Sichuan abgrenzte. Nördlich von Tibet schlossen sich die chinesischen Nebenländer Sinkiang und Qinghai an. Genaue Angaben zum Staatsgebiet sind wegen der undefinierten Grenzen zum eigentlichen China bzw. Qinghai schwierig, und es wurden und werden teilweise stark unterschiedliche Angaben gemacht. Gängige Zahlen liegen zwischen 1,1 Mio. km² und 1,9 Mio. km², wobei der erste Wert eine (obere) Abschätzung für das tatsächlich von der Regierung in Lhasa beherrschte Gebiet darstellt, während die Angabe von 1,9 Mio. km² den ersteren Wert um Gebiete in Qinghai ergänzt, die zwar traditionell zum tibetischen Kulturraum gezählt werden, allerdings zu dieser Zeit nie unter tibetischer Herrschaft standen.
In Tibet wurden weder Volkszählungen durchgeführt noch sonstige Bevölkerungsstatistiken erstellt, sodass auch keine präzisen Angaben zur Bevölkerung möglich sind. In zeitgenössischen Quellen werden (für nicht immer deckungsgleiche Gebiete) Bevölkerungszahlen zwischen 1 Mio. und 6 Mio. genannt, die aber allesamt nur auf Schätzungen beruhten. Spätere Schätzungen legen dagegen eher Zahlen von 0,7 Mio. bis 0,8 Mio. Einwohnern nahe. Die letzte kaiserlich-chinesische Volkszählung von 1909 bis 1911 sowie die erste Volkszählung in der Volksrepublik 1953 kamen auf Zahlen von ca. 1,3 Mio. Einwohnern – eine Zahl, die auch nahe am Ergebnis der ersten Volkszählung in Tibet liegt, die 1734–1736 durchgeführt wurde und je nach Interpretation 1 Mio. oder 1,3 Mio. Einwohner ergab. Sie deckt sich mit der Behauptung, die Bevölkerungszahl Tibets habe sich über Jahrhunderte nicht wesentlich verändert.

## Politik

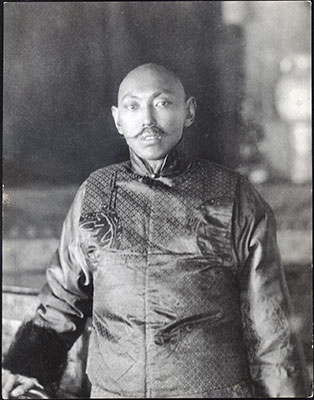
Thubten Gyatsho, der 13. Dalai Lama, Staatsoberhaupt 1895 bis 1933

### Politisches System
Das politische System des damaligen Tibets lässt sich als theokratische absolute Monarchie beschreiben, in dessen Zentrum der Dalai Lama als oberste weltliche und geistliche Instanz stand. Politische Entscheidungen (mit Ausnahme der Außenpolitik, die alleinige Kompetenz des Dalai Lama war) wurden gemeinsam mit dem Premierminister, einem Laien, getroffen, welcher sich wiederum mit dem Ministerrat, bestehend aus vier Ministern (drei Laien und ein Geistlicher) beriet. Alle Minister waren allein vom Dalai Lama abhängig. Im Falle besonders wichtiger Entscheidungen konnte der Dalai Lama eine Nationalversammlung einberufen, die sich aus hohen Beamten, Klerikern und Adel zusammensetzte. Deren Beschlüsse wurden zunächst an den Ministerrat, dann den Premierminister und schließlich den Dalai Lama weitergeleitet. Neben der nur selten einberufenen „großen“ Nationalversammlung bestand eine Kleine Versammlung von etwa zwanzig Personen, bestehend aus Vertretern der großen Klöster und einiger Landadeliger. In beiden Versammlungen stellte der Klerus eine Mehrheit.
Eingeschränkt wurde die absolute Macht des Dalai Lama durch den zahlenmäßig bedeutsamen Klerus, der ein Fünftel der männlichen Bevölkerung umfasste und das öffentliche Leben fast vollständig beherrschte. Die Mönche gingen keiner Erwerbstätigkeit nach, ihnen stand eine kostenlose Grundversorgung an Nahrungsmitteln zu. Darüber hinaus deckten sie ihren Bedarf durch das Anbieten religiöser Dienstleistungen.
Politische Entscheidungen, die gegen das vor allem im Raum Lhasa konzentrierte „Mönchproletariat“ gerichtet waren, konnten kaum getroffen werden.

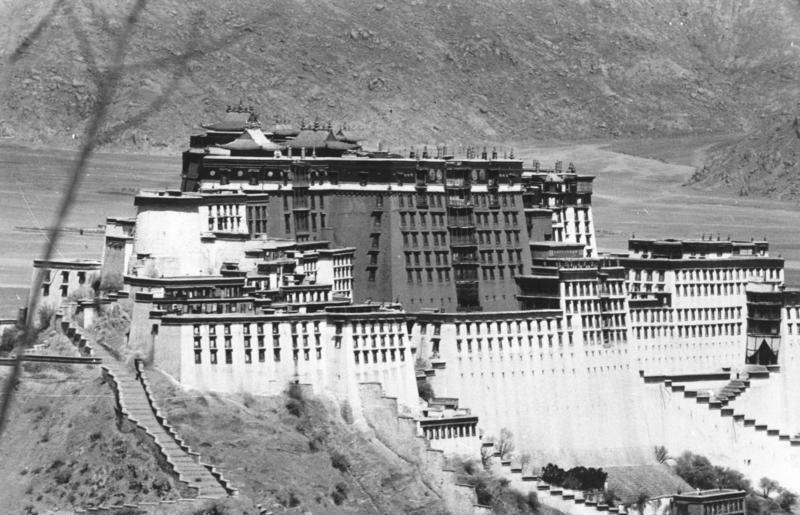
Der Potala-Palast

Im unabhängigen Tibet begannen sich zwei politische Gruppierungen herauszubilden: Die „konservative“ Mönchspartei, die ihre Anhänger primär in allen Schichten des Klerus fand, streng fremdenfeindlich gesinnt war und politischen und gesellschaftlichen Neuerungen ablehnend gegenüberstand, stellte die bedeutendste Gruppierung im Staat dar. Als Gegenpol zur Mönchspartei bestand die „progressive“ Reformpartei, deren Anhänger sich aus höheren Beamten, dem Landadel und Großgrundbesitzern rekrutierten und für gesellschaftliche und technische Reformen sowie eine Annäherung an Britisch-Indien eintraten. Der 13. Dalai Lama wurde dieser Gruppe zugerechnet und versuchte, deren Einfluss zu stärken, in dem er ihr nahestehende Personen in höhere Positionen einsetzte.

### Verwaltung
Das Land war in dreizehn Provinzen eingeteilt, in denen ein Statthalter alle exekutive und judikative Gewalt ausübte. Die Provinzen wiederum untergliederten sich in etwa 50 Bezirke, an deren Spitze sich je ein geistlicher und ein weltlicher Gouverneur standen, die sich gegenseitig kontrollieren sollten – ein System, welches in der Praxis aber weitgehend unwirksam blieb. Dem Bezirksgouverneur untergeordnet waren die Dorfvorsteher, die für das Eintreiben von Steuern und deren Weiterleitung an die höheren Ebenen verantwortlich waren.
Das Verwaltungssystem des Landes war kaum entwickelt; es existierten nur etwa 350 Staatsbeamte, die allesamt nur unzureichend bezahlt wurden. Korruption bis in die höchsten Ebenen hinauf war weit verbreitet, Beamtenposten wurden nicht selten durch Ämterkauf erworben, und die dadurch erworbene Macht wurde zur persönlichen Bereicherung ausgenutzt bzw. es mussten die durch den Ämterkauf aufgehäuften Schulden zurückgezahlt werden, was zu einer großen Belastung der Bevölkerung beitrug.

### Außenpolitik

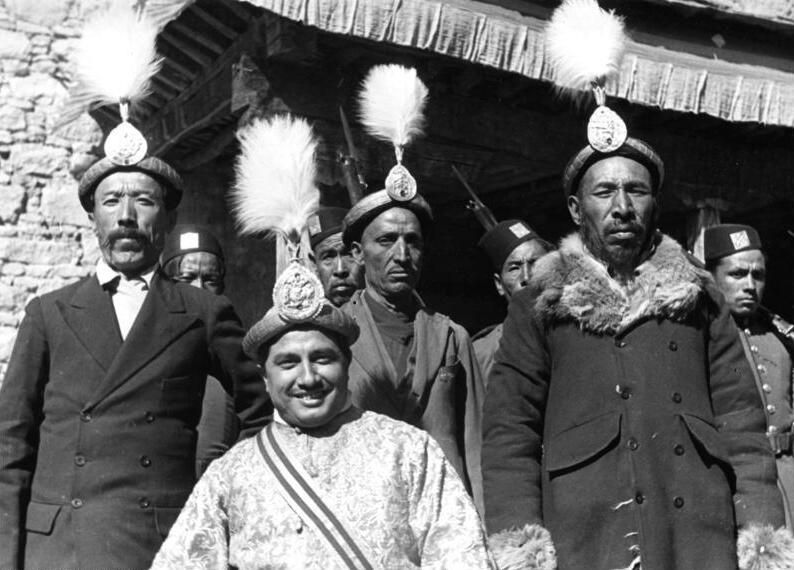
Der nepalesische Gesandte in Tibet mit seinen Mitarbeitern (1938)

Der tibetische Staat unternahm nur geringe außenpolitische Aktivitäten, solche fanden nur mit den Staaten seiner unmittelbaren Nachbarschaft statt. Diplomatische Vertretungen im Ausland wurden nicht unterhalten, in Tibet hielten sich nur dauerhafte Gesandte aus Nepal, Bhutan und Britisch-Indien auf, die aber nicht als diplomatische Vertreter betrachtet werden konnten.
Die chinesischen Ambane wurden nach 1912 abgezogen, sodass China zunächst keine Vertreter in Lhasa mehr besaß. Dies änderte sich beim Tod des 13. Dalai Lama 1933, als eine chinesische Kondolenzmission nach Tibet reiste, von der zwei Vertreter mitsamt einem Funkgerät zurückblieben und 1934 eine chinesische Vertretung in Lhasa aufbauten. 1949, als das Verhältnis zu China sich verschlechterte, wies die tibetische Regierung die chinesischen Vertreter aus. Obwohl die chinesischen Regierungen stets auf ihrer Oberhoheit über Tibet beharrten, auf die Nicht-Ratifizierung der Simla-Konvention hinwiesen und entsprechende Regierungsstellen für die Verwaltung Tibets eingerichtet wurden, konnte China aufgrund seiner inneren Konflikte diese Ansprüche nicht umsetzen.
Anstelle Chinas versuchte Britisch-Indien seinen Einfluss in Tibet auszuweiten. Britische Ideen gingen so weit, Tibet ähnlich wie Bhutan und Nepal bei Gewährung völliger innerer Autonomie außenpolitisch an das britische Weltreich anzubinden, in Tibet britische Schulen einzurichten, das Militär nach westlichem Vorbild zu modernisieren, die Prospektion von Bodenschätzen zu organisieren und das Hochland durch Straßen und eine direkte Bahnverbindung an Indien anzubinden. Die Umsetzung solcher Pläne scheiterte aber an der halbherzigen Herangehensweise der britisch-indischen Regierung. Erst 1936 wurde eine indische Vertretung in Lhasa eingerichtet (zuvor bestanden nur Handelsagenten in Gyantse, Yadong und Gartok).
Neben Großbritannien und China versuchte auch die Sowjetunion, ihren Einfluss in Tibet auszuweiten und den britischen zurückzudrängen. Direkte Beziehung bestanden aber nicht, sowjetische Stellen versuchten vor allem durch Export subventionierter Textilien eine wirtschaftliche Annäherung zu erreichen. Traditionell bestanden auch weiterhin gute Beziehungen zur Mongolei, die vor allem auf gleichen Religionen und damit dem regelmäßigen Aufenthalt mongolischer Pilger und Geistlicher in Tibet zu verdanken waren; beide Länder betrachteten sich als natürliche Verbündete in ihren Unabhängigkeitsbestrebungen. Zuletzt versuchte auch das Japanische Kaiserreich, in Tibet einen Verbündeten im Rücken des Rivalen China zu finden, beschränkte seine Aktivitäten aber ebenfalls auf informelle Handelskontakte. Der NS-Staat entsandte die Tibet-Expedition von 1938/39, konnte aber aufgrund britischen Drucks nur verdeckte Diplomatie betreiben.
Die beiden wichtigen politischen Gruppierungen, die Mönchs- und die Reformpartei, vertraten außenpolitisch entgegengesetzte Positionen: Die konservative Mönchspartei strebte nach einer erneuten Annäherung an China, während die progressive Reformpartei auf eine Konsolidierung der staatlichen Unabhängigkeit, eine Öffnung des Landes nach außen und eine Annäherung an Britisch-Indien abzielte. Die Politik des Dalai Lama mit ihren Kontakten zu Indien und dem Aufbau eines ihm ergebenen Militärs musste daher eine Bedrohung der Macht des Klerus darstellen.
Nach dem Zweiten Weltkrieg versuchte die tibetische Regierung, ihre außenpolitischen Aktivitäten auszuweiten, um eine Wiedereingliederung in die chinesische Republik zu vermeiden. 1947 nahmen tibetische Delegierte an der Asian Relations Conference in Neu-Delhi teil, der ersten Teilnahme Tibets an einer internationalen Konferenz seit 1914. 1948 bereiste eine tibetische Delegation die Republik China, das kurz zuvor unabhängig gewordene Indien, das Vereinigte Königreich und die Vereinigten Staaten sowie kurzzeitig Frankreich, Italien und die Schweiz, um direkte Kontakte zu knüpfen.

## Militär

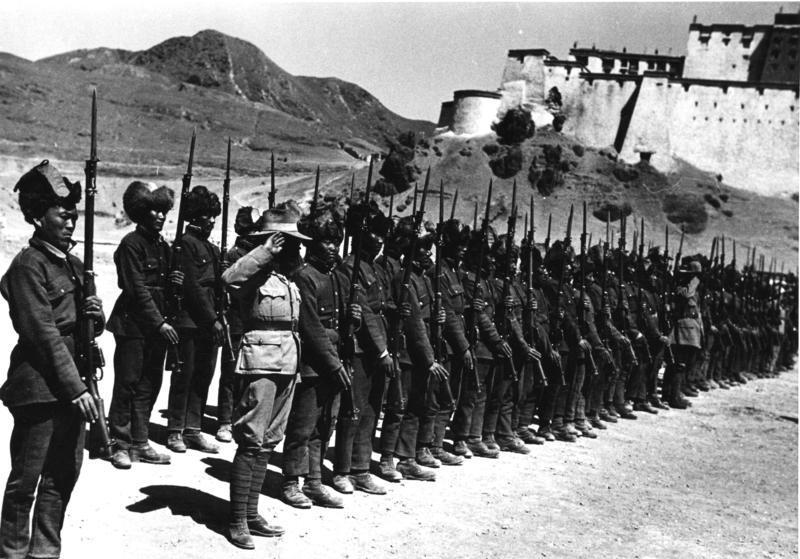
Tibetische Soldaten in Shigatse (1938)

Nach der Erklärung der Unabhängigkeit begann Tibet im zweiten Jahrzehnt des 20. Jahrhunderts eigene Streitkräfte aufzubauen. Zum Zeitpunkt der Unabhängigkeit hatte die tibetische Regierung etwa 3000 Mann unter Waffen, die in fünf Regimenter eingeteilt waren. Geplant war, langfristig ein Heer aus 30 Regimentern zu je 500 oder 1000 Mann zu unterhalten, was jedoch aufgrund unzureichender Finanzmittel nicht verwirklicht werden konnte. Letztlich konnten bis 1950 nur zwölf Regimenter aufgestellt werden, ihre Gesamtstärke wird abweichend mit etwa 10.000 oder 13.000 Mann angegeben.
Die Struktur der Streitkräfte, ihre Bewaffnung und Uniformen orientierten sich an den britisch-indischen Truppen. Fast die gesamte Ausrüstung wurde aus Britisch-Indien bzw. zuletzt dem unabhängigen Indien importiert, nur in geringem Umfang wurden einfache Waffen, Munition und Uniformabzeichen im eigenen Land hergestellt.
Im Rahmen des 17-Punkte-Abkommens mussten die tibetischen Streitkräfte aufgelöst bzw. in die chinesische Volksbefreiungsarmee eingegliedert werden.

## Wirtschaft
Die tibetische Wirtschaft war einseitig agrarisch geprägt, es bestanden keine Industrie- oder größeren Handwerksbetriebe. Eigene Wirtschaftsstatistiken sind nicht erhoben worden. Der chinesische Ökonom Ta-Chung Liu, der in den 1940er erstmals versuchte, ein Bruttosozialprodukt für die Republik China zu berechnen, nahm an, dass sich die tibetische Wirtschaftsleistung pro Einwohner (und die der anderen Nebenländer) nicht von der des eigentlichen China unterscheidet. Das durchschnittliche Bruttosozialprodukt pro Einwohner in der Zeit von 1931 bis 1936 habe demnach bei ca. 20 US-Dollar pro Einwohner bei Verwendung des marktüblichen Wechselkurses bzw. ca. 30 US-Dollar unter Berücksichtigung von Kaufkraftparitäten bzw. 40 US-Dollar bei zusätzlicher Berücksichtigung unterschiedlicher Wirtschaftsstrukturen gelegen, womit Tibet wie seine Nachbarn China und Indien zu den ärmsten Regionen der damaligen Welt gehörten.

### Landwirtschaft

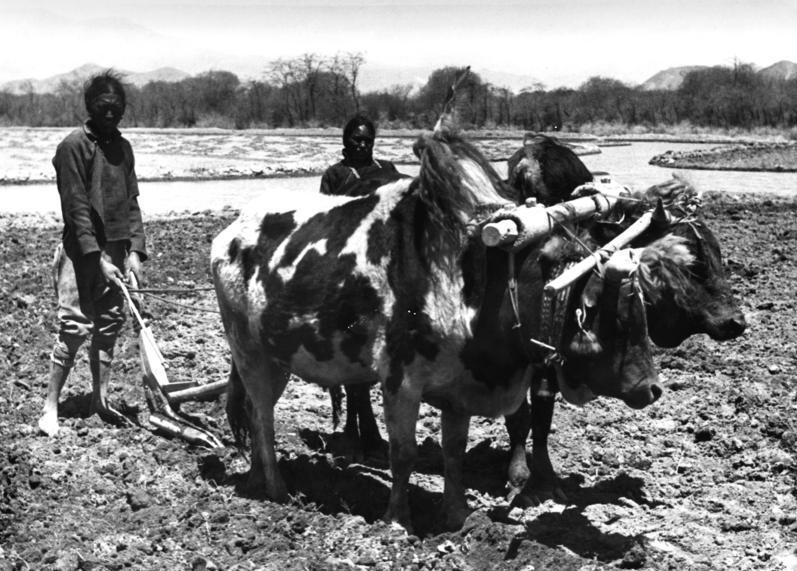
Tibetische Bauern bei der Feldarbeit (1938)

Wichtigstes Agrarprodukt stellte Gerste dar, regional durch Hafer, und in den tieferen Lagen, wo es die klimatischen Verhältnisse ermöglichten, durch Weizen, Bergreis, Mais und Buchweizen ergänzt, sowie durch verschiedene Erbsen und Bohnensorten. In einigen Tälern waren auch Aprikosen- und Walnussbäume anzutreffen.
Wichtigstes Nutztier war das Yak, das als Zugtier, Milch-, Fleisch- und Lederlieferant diente; daneben wurden Schafe und Ziegen gehalten, sowie in tieferen Lagen Maultiere, Esel und Ponys. Kamele waren im Norden und Osten des Landes als Karawanentiere verbreitet.
Die Methoden der Landwirtschaft waren primitiv, Düngung war kaum verbreitet, weil der Dung im waldarmen Hochland als Brennmaterial benötigt wurde. Lokal wurde künstlich bewässert, Wassermühlen waren entlang der Flüsse verbreitet.
Ackerland befand sich im Besitz des Staates, von Klöstern oder Großgrundbesitzern, die den Bauern hohe Abgaben in Form von Geld, Naturalien oder Fronarbeit abverlangten, wobei die Großgrundbesitzer selbst wieder hohe Steuern an den Staat zu leisten hatten. Nomadenfamilien waren von Fronarbeit befreit, mussten jedoch Abgaben in Form von Butter oder Käse leisten.

### Bergbau
Bergbau fand, abgesehen von vereinzeltem Goldabbau, nicht statt, über mögliche Vorkommen von Bodenschätzen war nichts bekannt.

### Handwerk und Industrie
Handwerk war auf die wenigen größeren Städte des Landes konzentriert, dabei vor allem auf das Goldschmiedehandwerk in Lhasa, die Teppichweberei in Shigatse und Gyantse und die Wollverarbeitung in Shigatse konzentriert.
Der einzige moderne Industriebetrieb des Landes war die 1914 gegründete Münzstätte Trabshi Lekhung nahe Lhasa. Anfangs nur mit der Herstellung von Waffen und Ausrüstung für das neugegründete tibetische Militär beschäftigt, wurde sie 1932 zur zentralen Münzprägeanstalt und Staatsdruckerei aufgewertet, dennoch wurde weiterhin militärische Ausrüstung und Textilien produziert.

### Handel

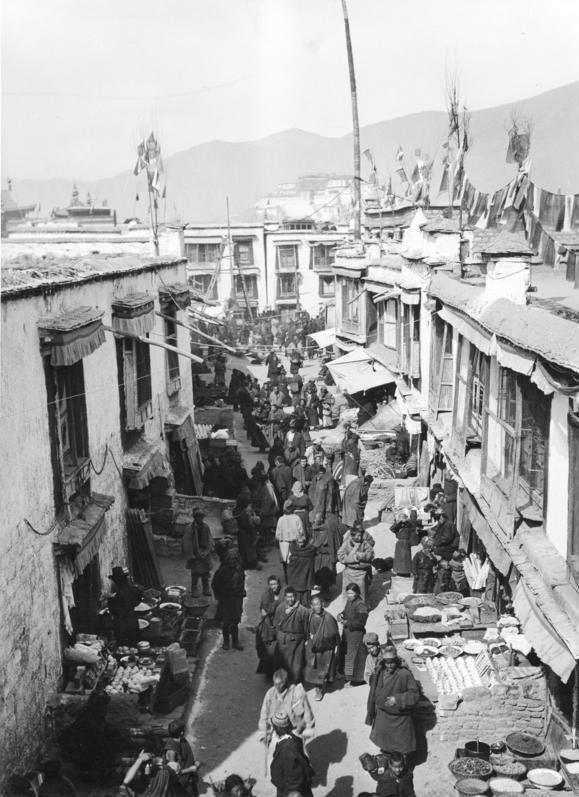
Markt in Lhasa (1938)

Trotz des geringen Warenangebots waren in allen Schichten der Bevölkerung Handelsgeschäfte weit verbreitet. Im Binnenhandel dominierten Nahrungsmittel, Lederwaren und Textilien sowie einfache Gebrauchsgegenstände. Die Exportprodukte Tibets bestanden entsprechend der agrarischen Struktur der Wirtschaft fast ausschließlich aus Wolle, Rohfellen und Yakschwänzen, nur im Westen wurden Borax und Speisesalz nach Indien exportiert. Der Import des Landes bestand etwa zur Hälfte aus Tee, dem Nationalgetränk der Tibeter, an zweiter Stelle standen Baumwolle und Seide, der Rest verteilte sich auf verschiedene einfache Gebrauchsgegenstände wie Metallwaren, Seife, Medikamente, Tabak, Spiegel, Altkleider.

### Währung und Finanzen

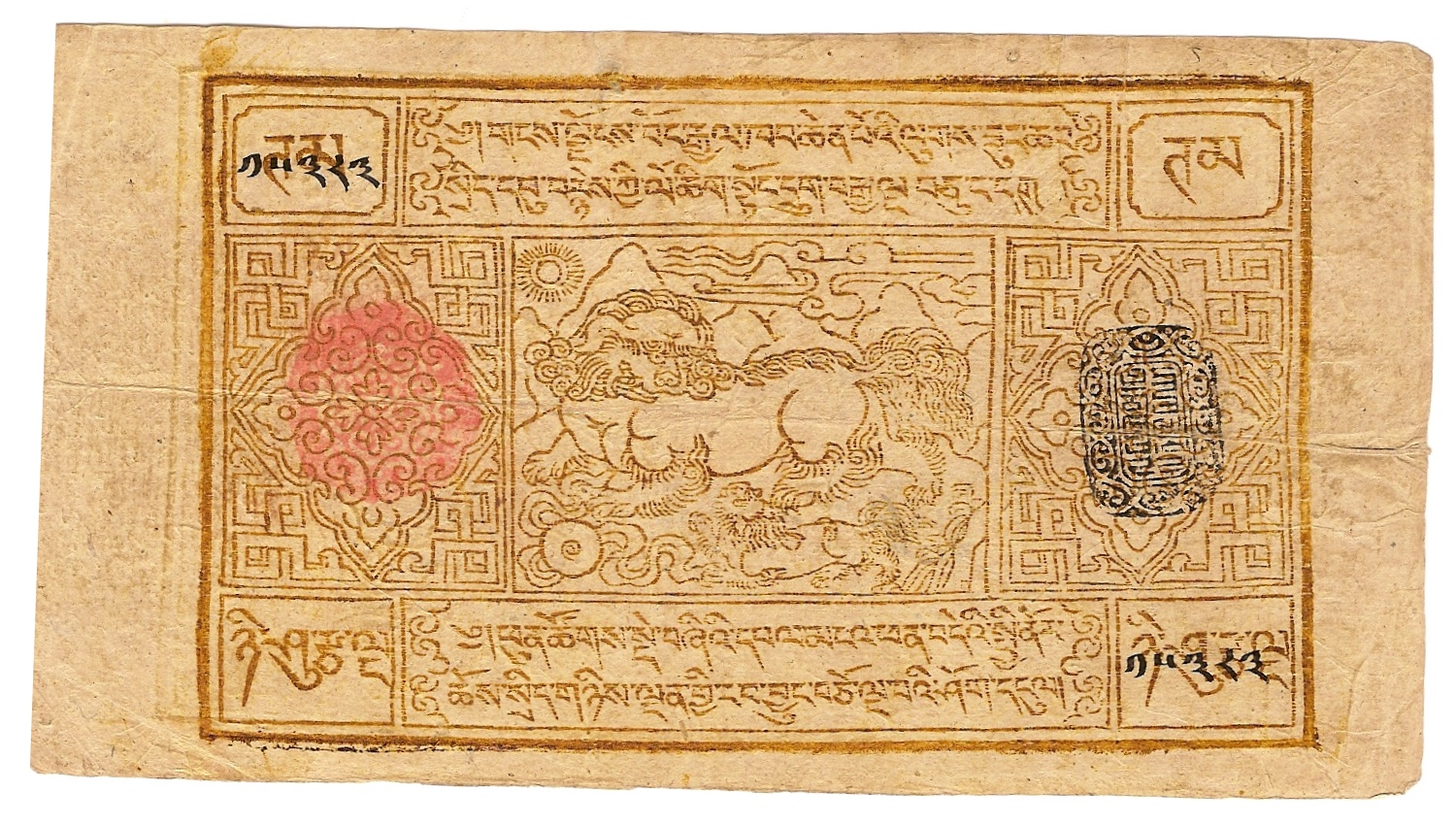
25-Tangka-Banknote, 1913

Eine eigene tibetische Währung bestand seit dem 17. Jahrhundert, zunächst in Form von aus Nepal importierten Silbermünzen, ab 1763 auch in Form eigener Prägungen; eigenes Papiergeld wurde ab 1912 ebenfalls ausgegeben, dieses konnte den auf dem Land verbreiteten Tauschhandel aber nicht verdrängen und war daher vor allem in den städtischen Zentren in Umlauf. Die meisten tibetischen Münzen des 20. Jahrhunderts zeigen als Hauptmotiv einen Schneelöwen und besitzen nur eine ungenau festgelegte Masse und variables Feingewicht. Papiergeld wurde zunächst mit Holzdruckstöcken hergestellt und Fälschungen waren weit verbreitet. Die stark schwankenden Wechselkurse erschwerten Geldgeschäfte zusätzlich, was dazu führte, dass die indische Rupie als Zweitwährung weite Verbreitung vor allem entlang der Haupthandelswege fand. Chinesisches Geld und ausländische Silbermünzen (mexikanischer Dollar, russischer Rubel, deutsche Mark) verloren nach etwa 1930 ihre Bedeutung. Gepresster Tee wurde gelegentlich auch als Zahlungsmittel anstelle von Geld verwendet.
Ein modernes Bankwesen war nicht existent; nur kurzzeitig bestanden Banken in Gyantse (1932–1935) und Shigatse (1933–1935), die neben dem Kreditgeschäft mit der Abwicklung des Außenhandels mit Britisch-Indien befasst waren.

### Staatsfinanzen
Der Staat erzielte seine Einnahmen neben Feudalabgaben vor allem aus direkten Steuern; indirekte Steuern und sonstige Abgaben waren weitgehend unbekannt. Die wenigen steuerpflichtigen Personen, vor allem Großgrundbesitzer, mussten selbst eine große Steuerlast, die annähernd die Hälfte ihres Einkommens ausmachen konnte, schultern, die wiederum als Feudalabgaben der bäuerlichen Bevölkerung abgenommen wurden.
Etwa die Hälfte der Staatseinnahmen floss in den Unterhalt der Klöster, ein weiteres Viertel an Adel, sodass nur etwa ein Viertel der Staatseinnahmen für alle anderen Zwecke zur Verfügung stand. Die unzureichenden Einnahmen des Staates hatten den Aufbau eigener Streitkräfte erheblich beeinträchtigt.
Die Staatseinnahmen sollen in den frühen 1920er Jahren bei umgerechnet etwa 2,6 Mio. Reichsmark gelegen haben.

## Infrastruktur

### Verkehr

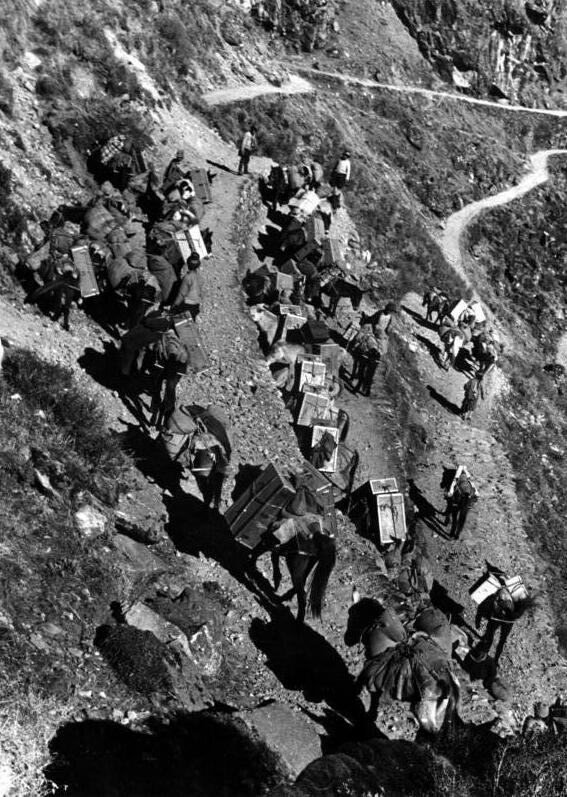
Weg in Tibet (1938)

Das tibetische Wegenetz bestand aus markierten Pfaden, die sternförmig von Lhasa aus in alle Himmelsrichtungen führten: Nach Norden führte ein nur im Sommer passierbarer Weg in die Region Qinghai, nach Osten ein Weg in die Provinz Yunnan. Nach Westen führte ein Weg über Gyantse und Shigatse in Richtung Shimla und Leh. In südliche Richtung führten mehrere Wege, doch war die Strecke über Sikkim nach Darjeeling, die Tibet mit Indien verband, mit Abstand die wichtigste und am besten erschlossene.

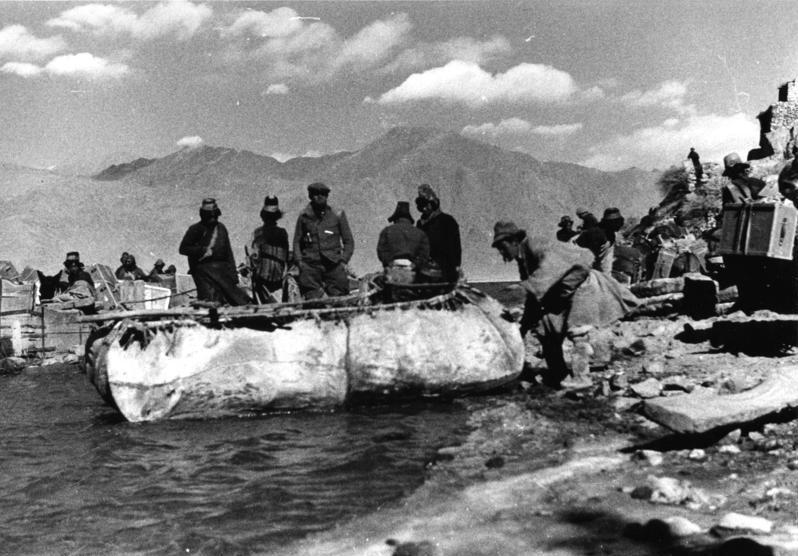
Boote auf dem Brahmaputra

Hauptverkehrsmittel waren Maultiere, neben Pferden, Ponys, Eseln und Yaks, auf einigen Routen im Norden kamen auch Kamele zum Einsatz. Nur einzelne, kurze Strecken waren für Fahrzeuge passierbar. Moderne Straßen, die für den Kraftverkehr geeignet gewesen wären, waren nur in winzigem Umfang vorhanden. Im ganzen Land soll es nur zwei Kraftfahrzeuge gegeben haben, die der 13. Dalai Lama in den 1920er Jahren zerlegt auf Yaks importieren ließ, um sie als Dienstwagen zu nutzen.
Auf dem Brahmaputra fand Schifffahrt mit Fellen bespannten Booten statt.

### Energie
Die ersten elektrischen Anlagen wurden 1927 installiert, als die tibetische Regierung entsprechendes Gerät aus Indien importierte und am Lhasa He ein kleines Wasserkraftwerk errichtete, um Potala und Norbulingka, einige Häuser der tibetischen Oberschicht und die Fabrikanlage Trabshi Lekhung mit elektrischem Licht zu versorgen. Das Kraftwerk wurde später mangels Fachkräften jedoch stark vernachlässigt und konnte in den 1940er Jahren nur noch entweder Trabshi Lekhung oder Lhasa mit Energie versorgen. Erst 1947 wurde es von dem Österreicher Peter Aufschnaiter wieder instand gesetzt.

### Post, Telekommunikation und Medien
Lhasa wurde durch zwei Postverbindungen an das internationale Postsystem angebunden. Eine davon führte nach Peking und wurde in zwölf Tagen zurückgelegt, die andere endete im indischen Leh. Die osttibetische Stadt Qamdo war über Chengdu mit dem chinesischen Telegraphennetz verbunden, während Lhasa über Gyantse und Yadong an das indische Telegraphennetz angeschlossen war. In Lhasa bestand ein kleines Telefonnetz, welches den Potala mit den Wohnungen hoher Funktionäre verband.
Die in den 1930ern neu eingerichteten chinesischen und britischen Vertretungen in Lhasa waren mit Funkstationen ausgestattet, die aber der tibetischen Regierung nicht zur Verfügung standen. Erst 1948 nahm die tibetische Regierung eigene Funkstationen in Betrieb, die aus US-amerikanischen Quellen stammten.
Bis wenige Jahre vor der chinesischen Invasion existierten keine modernen Medien in Tibet. 1948 erschien in Lhasa mit britischer Unterstützung die erste tibetische Zeitung, im selben Jahr nahm Radio Lhasa, der erste Radiosender des Landes, gegen den Widerstand konservativer Geistlicher, seinen Sendebetrieb auf. Sendeanlagen, Techniker und die zu Beginn etwa 40 Radioempfänger stammten ebenfalls aus britischen Quellen.

### Zeitgenössische Literatur
- Charles Alfred Bell: Tibet einst und jetzt. Brockhaus, Leipzig 1925.
- Fritz Bleiber: Tibet. In: Monatshefte für auswärtige Politik. Band 8, 1941, S. 722–739.
- Gotthold Lange: Politische Geographie der Nebenländer von China ausschließlich der Mandschurei. Dissertation. Königsberg 1932.
- Manfred Langhans-Ratzeburg: Das gegenwärtige Staatsleben Tibets. In: Jahrbuch des öffentlichen Rechts. Band 24, 1926, ISSN 0075-2517, S. 504–516.
- Amaury de Riencourt: Tibet im Wandel Asiens. Brockhaus, Wiesbaden 1951.
- Hugh Edward Richardson: Tibet. Geschichte und Schicksal. Metzner, Frankfurt am Main 1964.
- Lowell Thomas: Tibet im Gewitter. Die letzte Reise nach Lhasa. Universitas, Berlin 1951.
- Heinrich Harrer: Sieben Jahre in Tibet. Mein Leben am Hofe des Dalai Lama. Ullstein, Berlin 1952.

### Moderne Literatur
- A. Tom Grunfeld: The Making of Modern Tibet. M.E. Sharpe, Armonk 1996, ISBN 0-7656-3455-4.
- Somasiri Collure: Die Tibetpolitik der Volksrepublik China von 1951 bis 1959. Dissertation. Berlin 1977.
- Melvyn C. Goldstein: A History of Modern Tibet, 1913–1951. The Demise of the Lamaist State. University of California Press, Berkeley 1989, ISBN 0-520-06140-3.